# Michael Jackson: The Experience
Michael Jackson: The Experience  é um jogo musical baseados nas canções de Michael Jackson. Foi inicialmente lançado apenas para as versões de Wii, Nintendo DS e PSP e chegou as lojas com um grande recorde de vendas segundo a Ubisoft, pois cerca de 1,2 milhão de cópias foram vendidas (em um único dia), apenas para o Wii, Nintendo DS e PSP e chegou a marca de 2 milhões em menos de dois meses (esses números de vendas não incluem Japão, que tem uma das maiores e mais apaixonadas concentrações de fãs de Michael Jackson). Atualmente o jogo que já se encontra disponível para as versões de Xbox 360 e PlayStation 3. O jogo foi um sucesso e já vendeu mais de 5 milhões de cópias até o final de 2012. O jogo utiliza o Kinect no Xbox 360, o PlayStation Move no Playstation 3 e o Wii Remote no Wii. O jogo tem muitos dos sucessos de Michael Jackson, como "Bad", "Beat It", "Smooth Criminal" e "Billie Jean".

## Jogabilidade
O jogo usa uma tecnologia pertencente a Ubisoft chamada Player Projection. A forma do corpo será projetada na tela em ambientes inspirados nos mais famosos videoclipes e performances ao vivo de Michael Jackson. Os dados coletados desta forma permitirão ao jogo criar vários efeitos, visuais, e até a música em si.
Haverá vários modos de jogo nesta versão. A única revelada até agora é a Michael's School, onde os jogadores poderão ensaiar antes do show. Um Treinamento em video estará disponível para cada um dos movimentos de Michael Jackson existentes no jogo.
Um ponto positivo do game é o cuidado que a produtora teve com a fidelidade. Alguns cenários reproduzem fielmente cenas dos vídeo clipes de Michael, inclusive com os dançarinos e o astro vestidos a caráter. Impossível conter a nostalgia ao ver o bar do clipe de Smooth Criminal com  todos fantasiados de “mafiosos” ou então na música “In the closet” que (como no clipe) as cenas de dança são executadas por Michael e a modelo Naomi Campbell,Cabe ao jogador escolher qual dos dois irá representar. Além dos cenários, as coreografias receberam um tratamento especial também, pois são extremamente fiéis às originais na grande maioria das músicas.
O andamento do game segue o tradicional. Movimentos que devem ser copiados como se você estivesse em frente a um espelho. A mão com a qual você segura o Wii Remote é assinalada na tela com um brilho na mão de Michael e na parte superior da tela, uma miniatura mostra qual o passo que deverá ser feito em seguida. Depois de cada um deles, você recebe uma “nota” de acordo com a precisão do movimento, que pode ser “perfect”, “good”, “ok” ou “X” (que indica erro).

## Canções[3][4]
| Canção                                            | Álbum                                        | Ano de Lançamento | Wii | Nintendo DS | PlayStation Portable | Xbox 360 e PS3 |
| ------------------------------------------------- | -------------------------------------------- | ----------------- | --- | ----------- | -------------------- | -------------- |
| Another Part Of Me                                | Bad                                          | 1987              | *   | Sim         | Sim                  | *              |
| Bad                                               | Bad                                          | 1987              | Sim | Sim         | Sim                  | Sim            |
| Beat It                                           | Thriller                                     | 1982              | Sim | Sim         | Sim                  | Sim            |
| Billie Jean                                       | Thriller                                     | 1982              | Sim | Sim         | Sim                  | Sim            |
| Black Or White                                    | Dangerous                                    | 1991              | Sim | Sim         | Sim                  | Sim            |
| Blood On The Dance Floor                          | Blood On The Dance Floor: HIStory In The Mix | 1997              | Não | Não         | Não                  | Sim            |
| Dirty Diana                                       | Bad                                          | 1987              | Sim | Não         | Não                  | Sim            |
| Don't Stop 'Till You Get Enough                   | Off The Wall                                 | 1979              | Sim | Sim         | Sim                  | Sim            |
| Earth Song                                        | HIStory - Past, Present And Future - Book I  | 1995              | Sim | Não         | Não                  | Sim            |
| Michael Jackson's Ghosts                          | Blood On The Dance Floor: HIStory In The Mix | 1997              | Sim | Não         | Não                  | Sim            |
| Heal The World                                    | Dangerous                                    | 1991              | Sim | Sim         | Sim                  | Sim            |
| I Just Can't Stop Loving You (com Siedah Garrett) | Bad                                          | 1987              | **  | Não         | Não                  | Sim            |
| In The Closet                                     | Dangerous                                    | 1991              | Sim | Não         | Não                  | Sim            |
| Leave Me Alone                                    | Bad                                          | 1987              | Sim | Sim         | Sim                  | Sim            |
| Money (Radio Edit)                                | HIStory - Past, Present And Future - Book I  | 1997              | Sim | Não         | Não                  | Sim            |
| Remember The Time                                 | Dangerous                                    | 1991              | Sim | Não         | Sim                  | Sim            |
| Rock With You                                     | Off The Wall                                 | 1979              | Sim | Não         | Sim                  | Sim            |
| Smooth Criminal                                   | Bad                                          | 1987              | Sim | Sim         | Sim                  | Sim            |
| Speed Demon                                       | Bad                                          | 1987              | Sim | Não         | Não                  | Sim            |
| Stranger In Moscow                                | HIStory - Past, Present And Future - Book I  | 1995              | Não | Não         | Não                  | Sim            |
| Streetwalker                                      | Bad - Special Edition                        | 2001              | Sim | Sim         | Sim                  | Sim            |
| Sunset Driver                                     | Michael Jackson - The Ultimate Collection    | 2004              | Sim | Não         | Não                  | Sim            |
| The Girl Is Mine (com Paul McCartney)             | Thriller                                     | 1982              | Sim | Não         | Sim                  | Sim            |
| They Don't Really Care About Us                   | HIStory - Past, Present And Future - Book I  | 1995              | Sim | Não         | Não                  | Sim            |
| Thriller                                          | Thriller                                     | 1982              | Sim | Não         | Sim                  | Sim            |
| Wanna Be Startin' Somethin'                       | Thriller                                     | 1982              | Sim | Sim         | Sim                  | Sim            |
| The Way You Make Me Feel                          | Bad                                          | 1987              | Sim | Sim         | Sim                  | Sim            |
| Who Is It                                         | Dangerous                                    | 1991              | Sim | Não         | Não                  | Sim            |
| Will You Be There                                 | Dangerous                                    | 1991              | Sim | Não         | Sim                  | Sim            |
| Workin' Day and Night                             | Off The Wall                                 | 1979              | Sim | Não         | Não                  | Sim            |

* Apenas com Wal Mart ou edição especial 
** Não jogável, apenas execução nos créditos